# Velká Buková
Velká Buková település Csehországban, Rakovníki járásban. Velká Buková Roztoky, Městečko, Nezabudice, Pustověty, Pavlíkov, Branov, Lašovice, Křivoklát és Všetaty településekkel határos. Lakosainak száma 278 fő (2024. január 1.).

## Népesség
A település lakosságának változását az alábbi diagram mutatja:
| Lakosok száma | 705  | 774  | 581  | 404  | 302  | 251  | 263  | 269  | 277  | 278  |
|               | 1869 | 1890 | 1921 | 1950 | 1980 | 2001 | 2017 | 2019 | 2022 | 2024 |